# Steffen Ernemann
Steffen Ernemann (* 26. April 1982 in Denain, Frankreich) ist ein deutsch-dänischer ehemaliger Fußballspieler.

## Karriere
Ernemann gab sein Profidebüt 2002 in der zweiten dänischen Liga beim Aarhus GF. Zuvor spielte er bereits in der Jugendabteilung des Klubs. Nach einigen Einsätzen, entschied er sich im Sommer des Folgejahres zum Ligakonkurrenten AC Horsens zu wechseln. Dort blieb er vier Jahre und spielte recht erfolgreich mit seinem neuen Klub. 2004/05 erreicht das Team das Halbfinale um den Landspokalturneringen, sowie den zweiten Rang in der Liga, was gleichbedeutend mit dem Aufstieg in die Superliga war. Nach zwei Jahren in der ersten dänischen Liga zog es ihn zu Silkeborg IF.
Im Sommer 2009 wechselte er schließlich zum SV Zulte Waregem nach Belgien. Dort gab er am 31. Oktober 2009, am 13. Spieltag, beim 2:2 gegen den RSC Charleroi sein Ligadebüt in der Jupiler League. Damals wurde Ernemann in der 74. Minute für Chris Makiese eingewechselt. Zwei Tage zuvor wurde er bereits im Wettbewerb um den nationalen Pokal, gegen KSK Ronse eingesetzt, wo ihm kurz nach seiner Einwechslung sein erster Treffer für das neue Team gelang. Fortan kam er zu mehr Einsätzen. Schließlich verhalf er dem Team zum Verbleib in der Liga. Im Sommer wurde er jedoch an den Absteiger KSV Roeselare ausgeliehen, wo er eine gute Saison spielte und als Mittelfeldspieler zweitbester Schütze seines Vereins wurde. Nach einem Jahr entschied er sich nach Dänemark zurückzukehren und unterschrieb beim Absteiger und Zweitligisten Esbjerg fB. Von 2013 bis 2017 spielte Ernemann für den norwegischen Erstligisten Sarpsborg 08 FF und schloss sich dann Viking Stavanger an. Er blieb bis 2019 und beendete mit einem Halbjahresengagement bei Sogndal IL seine Karriere.